# PyGTK
PyGTK is een verzameling van Pythonadapters voor de GTK+ grafische gebruikersomgeving bibliotheek. PyGTK is vrije software en gelicenseerd onder de LGPL v2.1+. Het is analoog aan PyQt/PySide en wxPython die Pythonadapters zijn voor respectievelijk Qt en wxWidgets.

## Geschiedenis en toekomst
De oorspronkelijke auteur is de GNOME-ontwikkelaar James Henstridge. Vandaag bestaat het hoofdontwikkelaarsteam uit ongeveer zes mensen.
PyGTK zal naar aanleiding van GTK+ versie 3 worden vervangen door PyGObject, dat GObject-introspectie gebruikt om bindingen onmiddellijk te genereren voor Python.

## Syntaxis
De Pythoncode hieronder zal een venster van 200x200 pixels met binnenin de woorden "Hello World" produceren.
```
import
 
gtk

def
 
create_window
():

    
window
 
=
 
gtk
.
Window
()

    
window
.
set_default_size
(
200
,
 
200
)

    
window
.
connect
(
'destroy'
,
 
gtk
.
main_quit
)

    
label
 
=
 
gtk
.
Label
(
'Hello World'
)

    
window
.
add
(
label
)

    
label
.
show
()

    
window
.
show
()

create_window
()

gtk
.
main
()

```

## Toepassingen die PyGTK gebruiken
PyGTK is gebruikt in een aantal opmerkelijke toepassingen, enkele voorbeelden:
- Anaconda
- BitTorrent
- Deluge
- emesene
- Exaile
- Flumotion
- Gajim
- gDesklets
- Gedit (voor optionele Pythonsubsysteem en -plugins)
- GIMP (voor optionele Pythonscripts)
- GNOME Sudoku

- GRAMPS
- Gwibber (microblogging client)
- Jokosher
- OpenERP
- PiTiVi
- PyMusique
- PyChess
- Pybliographer
- ROX Desktop (waaronder ROX-Filer)
- Ubiquity (Ubuntu-installatiewizard)
- Wing IDE